# 野田恭平
野田 恭平（のだ きょうへい、1981年10月6日 - ）は、神奈川県相模原市出身の元プロサッカー選手。ポジションはゴールキーパー。

## 来歴
日本大学高校在学中の1999年に強化指定選手として、ヴェルディ川崎に登録。高校時代、一時期ヴェルディユースにも在籍した。
翌年の2000年、ヴェルディ川崎へ入団。元日本代表の本並健治や菊池新吉の後塵を拝し、2001年には高木義成も入団したため公式戦出場ゼロに終わり同年限りで退団。
2002年に沖縄かりゆしFCへ移籍。
2003年に同年結成されたFC琉球へ加入。2006年、2007年はJFL公式戦全試合フル出場を果たし、2007年は主将も務めた。しかし、2008年は後に南アフリカW杯のアルジェリア代表にも選ばれたライス・エンボリに定位置を譲った。
2009年、J2のFC岐阜へ移籍。前年まで正GKだった日野優が徳島ヴォルティスへ移籍したこともあってすぐさまレギュラーを獲得。リーグ戦50試合に出場した。2010年も33試合に出場。
2011年5月15日の横浜FC戦で接触プレーの際に左眼窩内側壁骨折の大怪我を負い、シーズン中の復帰が難しくなったために6月17日付で一度は選手登録が抹消されたが、7月15日付で再登録され、7月17日のFC東京戦において先発復帰を果たした。しかし、10月1日のギラヴァンツ北九州戦でまたしても負傷離脱。11月6日のファジアーノ岡山戦でベンチ入りしたが、復帰後は離脱中に加入した川浪吾郎の控えとなり出場機会はなかった。
2012年は開幕スタメンこそ確保したが、第3節ザスパ草津戦以降は多田大介にポジションを奪われ控えに降格。中盤戦以降は時久省吾が正GKに抜擢され、第3GKまで落ちた。この年は移籍後最低となるリーグ戦3試合の出場に留まり、11月21日に契約満了により退団となった。
引退後は会社員を経て、愛知県内で「サッカー選手の育て方談話室」の室長を務めている。また、ぎふチャン（テレビ・ラジオ）で行われるFC岐阜の実況中継で解説を務めている。

## 人物
- 鋭い反応でピンチを防ぐ守護神。1対1でのシュートストップに絶対的な自信を持っている[5]。
- サッカーを始めたきっかけは、幼稚園のときに兄がサッカーをやっていた影響。小学校低学年のときには、サッカーの試合がない日は野球の試合に出ていた[5]。
- 長く沖縄のクラブに所属していたことや、その濃い顔立ちの風貌からか、沖縄出身だと間違われることがしばしばある[6]。

## 所属クラブ
ユース経歴
- 日本大学高等学校
  - 1999年 ヴェルディ川崎 (強化指定選手)

プロ経歴
- 2000年 - 2001年 ヴェルディ川崎/東京ヴェルディ1969
- 2002年 沖縄かりゆしFC
- 2003年 - 2008年 FC琉球
- 2009年 - 2012年 FC岐阜

## 個人成績
| 国内大会個人成績 | 国内大会個人成績 | 国内大会個人成績 | 国内大会個人成績 | 国内大会個人成績 | 国内大会個人成績 | 国内大会個人成績 | 国内大会個人成績 | 国内大会個人成績 | 国内大会個人成績 | 国内大会個人成績 | 国内大会個人成績 |
| 年度             | クラブ           | 背番号           | リーグ           | リーグ戦         | リーグ戦         | リーグ杯         | リーグ杯         | オープン杯       | オープン杯       | 期間通算         | 期間通算         |
| 年度             | クラブ           | 背番号           | リーグ           | 出場             | 得点             | 出場             | 得点             | 出場             | 得点             | 出場             | 得点             |
| 日本             | 日本             | 日本             | 日本             | リーグ戦         | リーグ戦         | リーグ杯         | リーグ杯         | 天皇杯           | 天皇杯           | 期間通算         | 期間通算         |
| ---------------- | ---------------- | ---------------- | ---------------- | ---------------- | ---------------- | ---------------- | ---------------- | ---------------- | ---------------- | ---------------- | ---------------- |
| 2000             | V川崎            | 26               | J1               | 0                | 0                | 0                | 0                | 0                | 0                | 0                | 0                |
| 2001             | 東京V            | 31               | J1               | 0                | 0                | 0                | 0                | 0                | 0                | 0                | 0                |
| 2002             | 沖縄             | 20               | 九州             |                  |                  | -                | -                | 1                | 0                |                  |                  |
| 2003             | 琉球             | 21               | 沖縄県3部        |                  |                  | -                | -                | -                | -                |                  |                  |
| 2004             | 琉球             | 1                | 沖縄県1部        |                  |                  | -                | -                | 0                | 0                |                  |                  |
| 2005             | 琉球             | 1                | 九州             |                  |                  | -                | -                | 3                | 0                |                  |                  |
| 2006             | 琉球             | 1                | JFL              | 34               | 0                | -                | -                | 2                | 0                | 36               | 0                |
| 2007             | 琉球             | 1                | JFL              | 34               | 0                | -                | -                | -                | -                | 34               | 0                |
| 2008             | 琉球             | 1                | JFL              | 12               | 0                | -                | -                | -                | -                | 12               | 0                |
| 2009             | 岐阜             | 1                | J2               | 50               | 0                | -                | -                | 4                | 0                | 54               | 0                |
| 2010             | 岐阜             | 1                | J2               | 33               | 0                | -                | -                | 1                | 0                | 34               | 0                |
| 2011             | 岐阜             | 1                | J2               | 19               | 0                | -                | -                | 0                | 0                | 19               | 0                |
| 2012             | 岐阜             | 1                | J2               | 3                | 0                | -                | -                | 1                | 0                | 4                | 0                |
| 通算             | 日本             | 日本             | J1               | 0                | 0                | 0                | 0                | 0                | 0                | 0                | 0                |
| 通算             | 日本             | 日本             | J2               | 105              | 0                | -                | -                | 6                | 0                | 111              | 0                |
| 通算             | 日本             | 日本             | JFL              | 80               | 0                | -                | -                | 2                | 0                | 82               | 0                |
| 通算             | 日本             | 日本             | 他               |                  |                  | -                | -                | 4                | 0                |                  |                  |
| 総通算           | 総通算           | 総通算           | 総通算           | 185              | 0                | 0                | 0                | 12               | 0                | 193              | 0                |

- 1999年は強化指定選手
- Jリーグ初出場 : 2009年3月8日 J2第1節 対栃木SC戦 (栃木県グリーンスタジアム)

## タイトル
沖縄かりゆしFC
- 九州サッカーリーグ (2002年)

FC琉球
- 沖縄県社会人サッカーリーグ3部北 (2003年)
- 沖縄県社会人サッカーリーグ1部 (2004年)
- 九州各県リーグ決勝大会 (2004年)
- 全国地域リーグ決勝大会 (2005年)

## 代表歴
- U-18日本代表候補